# Rhynocoris ventralis
Rhynocoris ventralis är en insektsart som först beskrevs av Thomas Say 1832.  Rhynocoris ventralis ingår i släktet Rhynocoris och familjen rovskinnbaggar. Inga underarter finns listade i Catalogue of Life.